# Épizon (comuna delegada)
Épizon era una comuna francesa situada en el departamento de Alto Marne, de la región de Gran Este, que el 28 de febrero de 2013 pasó a ser una comuna delegada de la comuna nueva de Épizon al fusionarse con la comuna de Pautaines-Augeville.

## Demografía
| Gráfica de evolución demográfica de Épizon entre 1800 y 2013 |
|                                                              |

Los datos demográficos contemplados en este gráfico de la comuna de Épizon se han cogido de 1800 a 1999 de la página francesa EHESS/Cassini, y los demás datos de la página del INSEE.